# Yalla (chanson de Calogero)
Pour les articles homonymes, voir Yalla.
Singles par Calogero
Prendre Racine
(2001) Face à la mer
(2004)
Yalla est une chanson de Calogero sortie en mars 2004. Il annonce le retour du chanteur avec un nouvel album, étant le premier single.
Cette chanson a été écrite en hommage à Sœur Emmanuelle, qui adorait ce mot.

## Paroles
Il s'agit d'un hommage à Sœur Emmanuelle. En effet, "Yalla" ("En avant", en arabe), est une sorte de cri de guerre pour la religieuse.